# Spencer Horatio Walpole
Spencer Horatio Walpole (ur. 11 września 1806, zm. 22 maja 1898) – brytyjski polityk, członek Partii Konserwatywnej, minister spraw wewnętrznych w trzech rządach lorda Derby’ego.
Był drugim synem Thomasa Walpole’a i lady Margaret Perceval, córki 2. hrabiego Egmont i siostry premiera Spencera Percevala. Wykształcenie odebrał w Eton College oraz w Trinity College na Uniwersytecie Cambridge. W 1831 r. rozpoczął praktykę adwokacką w korporacji Lincoln’s Inn. W 1846 r. został Radcą Królowej.
W 1846 r. został wybrany do Izby Gmin jako reprezentant okręgu Midhurst. Od 1856 r. reprezentował okręg wyborczy Cambridge University. Trzykrotnie był ministrem spraw wewnętrznych. Pierwszy raz od lutego do grudnia 1852 r. Drugi raz objął to stanowisko w 1858 r., ale zrezygnował w styczniu 1859 r. z powodu rządowych planów przeprowadzenia reformy wyborczej. Reforma nie została wówczas przeprowadzona (rząd upadł w czerwcu 1859 r.). W trzecim rządzie Derby’ego w 1866 r. Walpole ponownie stanął na czele Home Office. Kiedy na forum gabinetu ponownie stanęła sprawa reformy wyborczej, Walpole ponownie podał się do dymisji (maj 1867 r.). Tym razem pozostał jednak w gabinecie do lutego 1868 r. jako minister bez teki.
Walpole utracił miejsce w gabinecie, kiedy premierem został Benjamin Disraeli. W Izbie Gmin zasiadał jeszcze do 1882 r. W 1835 r. poślubił swoją kuzynkę, Isabellę Perceval, córkę Spencera Percevala. Miał z nią dwóch synów i dwie córki. Jego młodszy syn, Spencer, został historykiem i gubernatorem porucznikiem Wyspy Man. Były minister zmarł w 1898 r.